# Antiga creu de terme de la plaça de la Sang
L'Antiga Creu de Terme de la plaça de la Sang és una obra del municipi de Reus (Baix Camp) inclosa en l'Inventari del Patrimoni Arquitectònic de Catalunya.

## Descripció
És una Creu de terme feta amb pedra calcària que porta la figura de Crist crucificat a la part del davant, i la Verge amb el Nen a la del darrere. Als laterals del braç vertical de la creu hi ha representats, a l'esquerra, un grup amb Santa Anna, la Verge i el Nen i, a la dreta, un home amb un escut i una llança. Sota la creu una magolla amb quatre sants. Se sosté damunt un fragment de fust de secció octogonal. Està dipositada al Museu Salvador Vilaseca, al raval de santa Anna, 57, a Reus.

## Història
Segons la fitxa d'inventari del Museu consta com a procedent de la plaça de la Sang de Reus. No obstant això, en el mateix museu, amb el registre 2503 es conserva una creu procedent del Camí de Riudoms, la reproducció de la qual corona la font de la plaça de la Sang.